# Bobby Charles
Bobby Charles (de son vrai nom Robert Charles Guidry), né le 21 février 1938 à Abbeville, Louisiane et mort le 14 janvier 2010, était un auteur-compositeur-interprète américain de rock et blues.
Cadien de naissance, il grandit en écoutant la musique cadienne et la musique country et western de Hank Williams. À 15 ans, il entend le morceau Goin’ Home de Fats Domino à la radio, expérience qui viendra « changer sa vie à jamais ».
Charles a contribué à développer un genre musical qui sera connu comme le « swamp rock », ou « rock du bayou ». Il est le compositeur des succès See You Later, Alligator, interprété avec succès par Bill Haley and the Comets, et Walking to New Orleans, écrit pour Fats Domino.
(I Don't Know Why) But I Do (en), composé par Charles a été un succès phénoménal pour Clarence « Frogman » Henry, repris depuis par plusieurs.
En septembre 2007, le Louisiana Music Hall of Fame (en) reconnaissait la contribution musicale de Bobby Charles en Louisiane.
En 2008, plusieurs enregistrements de Bobby Charles ont disparu lors de l'incendie des studios Universal.
Bobby Charles est décédé dans sa demeure près d'Abbeville le 14 janvier 2010.

## Discographie
- 1972 : Bobby Charles (Bearsville Records)
- 1974 : Better Days: Rare Tracks On Bearsville (Bearsville Records)
- 1987 : Clearwater (Rice 'n' Gravy Records / Zensor Records)
- 1994 : Wish You Were Here Right Now (Rice 'n' Gravy Records)
- 1998 : Secrets of the Heart (Rice 'n' Gravy Records / Stony Plain Records)
- 2004 : Last Train to Memphis (Rice 'n' Gravy Records / Proper Records UK)
- 2008 : Homemade Songs (Rice 'n' Gravy Records)
- 2010 : Timeless (Rice 'n' Gravy Records)